# 双江镇 (荔浦市)
双江镇，是中华人民共和国广西壮族自治区桂林市荔浦市下辖的一个乡镇级行政单位。截至2018年末，双江镇总人口31659人，其中农业人口30532人。主要分布有壮族、瑶族2个少数民族。

## 行政区划
双江镇下辖以下地区：
两江社区、太和村、江埠村、永坪村、保安村、双安村、官相村、永吉村、龙坪村、永福村、同福村。